# Мумак
В эпическом фэнтези Дж. Р. Р. Толкина «Властелин колец» олифант (в Гондоре известный как мумак, множественное число: мумакил) — гигантское слоноподобное животное. Они встречаются только в виде боевых единиц, используемых армией харадримов.
Толкин заимствовал это слово из среднеанглийского языка, чтобы придать речи Сэмуайза Гэмджи деревенский оттенок. Сэм впервые упоминает этих тварей, когда объясняет Голлуму, что такое олифант. Он надеется увидеть одного из них. Его желание исполняется, когда он становится свидетелем засады Фарамира на отряд из Харада в Итилиэне. Несколько мумаков принимают участие в битве на Пеленнорских полях.

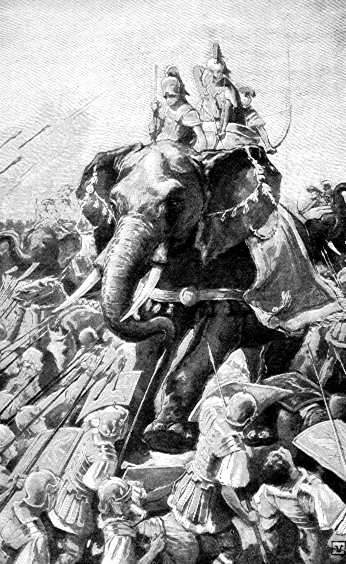
Толкин вдохновлялся боевыми слонами Пирра Эпирского, используемыми во время его вторжения в Древний Рим. Иллюстрация 1896 года Элен Гербер.

Толкин написал две поэмы «Олифант», одна из которых представляет собой игривую детскую песенку, прочитанную Сэмом во «Властелине колец», а другая — юмористическую поэму в средневековой традиции бестиария, высмеивающую чрезмерное использование аллегорий в среднеанглийской поэзии.
Учёные проанализировали источники Толкина для его «Олифантов», отметив древнеанглийский текст в «Гомилии на Маккавеев» и упоминание об использовании Пирром Эпирским боевых слонов против Древнего Рима.
Питер Джексон изменил внешность зверя, сделав его более похожим на гомфотерия, и добавил два боя с мумаками во время битвы на Пеленнорских полях, в одном из которых участвовал эльф Леголас, а в другом — Эовин, леди Рохана, что вызвало неоднозначную реакцию.

## Этимология
Толкин заимствовал термин oliphaunt из среднеанглийского языка, который, в свою очередь, был заимствованием старофранцузского слова olifaunt . Эти термины означали обычного слона. Толкин в своём руководстве для переводчиков утверждал, что это слово «использовалось как «деревенское» выражение, исходя из предположения, что слухи о южном звере давно достигли Шира в форме легенды».

## Властелин колец

### Повествование
Во «Властелине колец» олифанты упоминаются, когда Сэмуайз Гэмджи объясняет Голлуму, кем они являются, цитируя старую поэму Шира. Сэм и Фродо Бэггинс видят одного из них в Итилиэне, когда они становятся свидетелями засады, устроенной гондорцами Фарамира на отряд из Харада. Толкин подразумевает, что они являются более крупными (и ныне вымершими) родственниками слона.
Гораздо больше мумаков было в битве на Пеленнорских полях, где харадримы участвовали в нападении войск Мордора на Минас Тирит, а лошади рохирримов были слишком напуганы, чтобы приблизиться к ним.

### Классические и средневековые источники
Элизабет Солопова и Стюарт Д. Ли утверждают, что боевые слоны харадримов переместили их страну далеко на восток, поскольку только Индия и земли к востоку от неё продолжали их использовать после времён античности. Они упоминают, что Толкин мог использовать древнеанглийскую версию Маккавейской книги, написанную Эльфриком Грамматиком, которая осторожно представляет слонов своей англосаксонской аудитории, используя во многом ту же фразу, что и Сэм Гэмджи, «māre þonne sum hūs» (больше дома), прежде чем описать их использование в битве: герой наносит удар снизу слону, который несет «wīghūs», (боевой дом). Однако Толкин в своих заметках для иллюстратора Паулины Бейнс упомянул об использовании Пирром Эпирским боевых слонов против Древнего Рима в 280–275 гг. до н. э.

### С христианской точка зрения
Кэтлин О'Нил в «Cistercian Studies Quarterly» пишет, что в то время как Сэм «открыт для удивления» и взволнован возможностью увидеть олифанта, испуганный разум Голлума «настолько закрыт для благости того, что есть, что он готов пожелать уничтожить само его существование». По мнению О'Нил, Бог «быстро» вознаграждает Сэма ужасающим видом вышедшего из-под контроля олифанта, даруя ему «длительное наслаждение» и благодарность. Она добавляет, что эта способность видеть хорошее даже в тёмные моменты приходит ему на помощь в Мордоре, когда он видит белую звезду, познает её красоту и понимает, что «Тень была всего лишь маленьким и преходящим существом».

## В кино

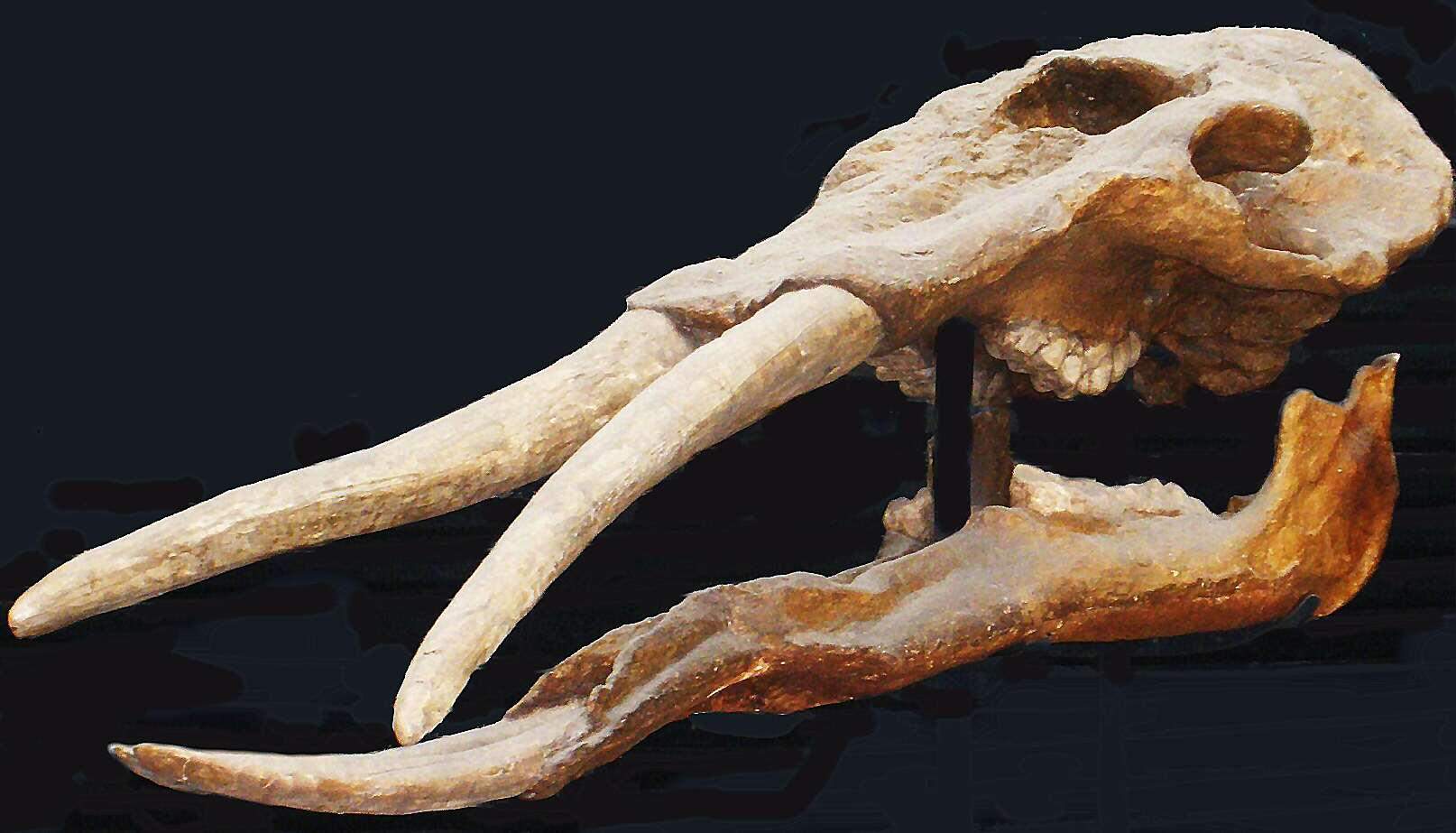
Череп гомфотерия, который несколько напоминает олифантов Питера Джексона

В анимационной версии «Возвращения короля» 1980 года, созданной студией Rankin/Bass, олифанты были изображены похожими на шерстистых мамонтов.
В фильме Питера Джексона «Две крепости» харадримы выглядят как представители народов Ближнего Востока, в тюрбанах, развевающихся одеждах и верхом на мумаках.
Звери, созданные с помощью компьютерной графики, заметно отличаются от описания Толкина. Кристин Ларсен описывает его трактовку олифанта как «художественные вольности» в «визуальных аспектах». У данных мумаков две пары бивней, одна из которых загнута вверх, а третья, небольшая, расположена на скулах. Форма черепа напоминает гомфотерия.
Трактовка Джексона подверглось критике в Mythprint за то, что оно "слишком сильно напоминает визуальные цитаты из фэнтезийного фильма «Уиллоу».
Джанет Бреннан Крофт пишет, что выдумка Джексоном битвы между эльфом Леголасом и мумаком неоправданно отвлекает внимание от гораздо более важной битвы Эовин с Королём-чародеем Ангмара.
Морин Там, с другой стороны, утверждает, что, хотя, как признаёт Джексон, его фильмы предлагают «только относительно поверхностную интерпретацию» книги, такие детали, как вымышленное нападение Эовин на мумаков — скачущая под ними с двумя поднятыми мечами — полезно создают образ леди Рохана как «сильного и способного воина», подготавливая зрителя к финальной схватке с Королём-Чародеем.
По словам Polygon, олифант в аниме-фильме 2024 года «Властелин колец: Война Рохирримов» успешно «снова делает олифантов устрашающими». Зверь «бешеный… с пеной у рта, покрытый открытыми ранами, без какого-либо погонщика поблизости». Напряженный эффект достигается, как утверждается в статье, без всяких «волшебников, колец, богов и большой, яркой магии».